# Engelhard (Naumburg-Zeitz)
Engelhard († 4. April 1242) war von 1206 bis 1242 Bischof von Naumburg.

## Leben
Engelhards Abstammung kennt man nicht, möglicherweise stammte er aus Schwaben wie seine Beziehungen zum Kloster Ellwangen vermuten lassen. Durch Philipp von Schwaben gelangte er in die Position des Bischofs von Naumburg. Möglicherweise war er zuvor ein Kanzleibeamter des Königs und wurde zu Allerheiligen 1206 in dieses Amt eingesetzt. Nachdem die Absetzung seines Vorgängers Berthold II. geklärt war, wurde er am Ostersonntag, dem 21. April 1207 durch Albrecht I. von Käfernburg zum Priester geweiht und am darauffolgenden Tag mit seinem Amtsbruder Balduin von Brandenburg zum Bischof geweiht.
Als solcher widmete er sich vornehmlich der Reichspolitik, anfangs an der Seite von Philipp von Schwaben und nach dessen Ermordung an der Seite von König Otto IV. Mit Letzterem zog er nach Italien. Ob er sich während dieser Zeit am Vorgehen gegen Friedrich II.  beteiligte, ist nicht bekannt. Erkennbar ist nur, dass er sich bis 1212 in Ottos IV. Gefolge befand. Anfang 1213 scheint er die Partei des Papstes und des Magdeburger Erzbischofs ergriffen zu haben und wechselte auf die Seite Friedrichs II., woraufhin Otto IV. einen Rachefeldzug durch das Bistum Naumburg durchführte und dortige Gemarkungen verwüstete.
An der Seite von Friedrich II. nahm er am Herbstfeldzug gegen die Sachsen teil, brach 1217 zum Kreuzzug von Damiette auf und wurde während seiner Abwesenheit von Weihbischof Konrad von Krosigk vertreten. Im Frühjahr 1218 kehrte er nach Deutschland zurück und war häufig noch in Reichsangelegenheiten am Hofe Friedrichs II. anzutreffen. Nachdem Friedrich II. 1221 nach Rom gegangen war, folgte er diesem Ende 1222 nach Italien. In ordnenden Angelegenheiten war er wieder 1223 in Deutschland, wechselte zwischen beiden Gebieten öfter auch im Auftrag von Innozenz III. und Honorius III. Innerhalb seines Bistums war er nicht unwesentlich an den Auseinandersetzungen zwischen den geistlichen Institutionen und den Wettinern beteiligt.
Trotz seiner Aufgaben außerhalb seines Bistums vernachlässigte er dieses nicht. Er betätigte sich auch in geistlichen Angelegenheiten außerhalb seiner Diözese, so wären  beispielsweise seine Einsätze bei der Wiederbelebung der Würzburger Domkirche, bei der Beisetzung des Erzbischofs Siegfried II. von Eppstein am 9. September 1230 in Erfurt und bei der Weihe des Bamberger Doms am 6. Mai 1237 zu nennen. Zudem kümmerte er sich um die Klöster seines Amtsbereiches, 1228 gründete er das Kloster in Crimmitschau, weihte 1238 das neu gegründete Dominikaner-Nonnenkloster Cronschwitz und förderte die Neuerrichtung des Naumburger Doms an der Stelle des aus dem 11. Jahrhundert stammenden frühromanischen Doms.
Im hohen Alter zog sich Engelhard aus der Reichspolitik zurück und widmete sich überwiegend der Fertigstellung des Naumburger Domes. Vermutlich hat Engelhard im Naumburger Dom seine letzte Ruhestätte gefunden. Sein Grabstein ist heute jedoch nicht mehr erhalten. Eine Abbildung von ihm befindet sich am so genannten Apostelfenster im Westchor. Von ihm sind  Münzen bekannt, die ihn in Amtstracht und Mitra mit wechselnden Insignien zeigen.